# Montrésor
Montrésor ist eine französische Gemeinde mit 313 Einwohnern (Stand 1. Januar 2022) im Département Indre-et-Loire in der Region Centre-Val de Loire; sie gehört zum Arrondissement Loches und zum Kanton Loches. Der Ort liegt im Südosten der Touraine, etwa 16 Kilometer von Loches entfernt, im Tal des Flusses Indrois.
Montrésor ist mit seinen nur 98 Hektar Fläche einer der kleinsten Orte des Départements.

## Geschichte
Die Ortschaft hat wie viele andere als Ursprung eine im 11. Jahrhundert von Fulko Nerra, Graf von Anjou, errichtete Burg. Von dieser Anlage sind noch einige Reste des Donjons aus dem 12. Jahrhundert mit seiner umgebenden Ringmauer erhalten. Das heutige Schloss Montrésor ließ sich der damalige Erbe von Montresor, Imbert de Bastarnay, Anfang des 16. Jahrhunderts errichten, dazu gleich noch eine Stiftskirche (heute Pfarrkirche), die zu den wichtigsten Sakralbauten der Renaissance in Frankreich zählt.
1849 gelangte das Schloss in den Besitz des Grafen Xavier Branicki, ein polnischer Emigrant, der im Krimkrieg Napoleon III. nach Konstantinopel begleitet hatte. Er ließ das heruntergekommene Schloss vollständig restaurieren und neu einrichten. Seine Nachkommen leben heute noch dort.
Der Ort und das von einem felsigen Vorsprung herabschauende Schloss haben eine reizvolle Lage an den Ufern des Indrois. Dafür wurde Montrésor in die Vereinigung „Les plus beaux villages de France“ (Die schönsten Dörfer Frankreichs) aufgenommen. Sehenswert sind außerdem ein altes Waschhaus am Fluss, die Markthalle La Halle des Cardeux von 1700, deren Name an die Zeit des florierenden Textilhandwerks (→ kardieren) erinnert, sowie das Logis du Chancelier (heute Bürgermeisteramt) von 1581.

### Bevölkerungsentwicklung
| Jahr      | 1962 | 1968 | 1975 | 1982 | 1990 | 1999 | 2004 | 2018 |
| --------- | ---- | ---- | ---- | ---- | ---- | ---- | ---- | ---- |
| Einwohner | 522  | 506  | 465  | 460  | 362  | 395  | 384  | 332  |

## Pfarrkirche Saint-Jean-Baptiste
Imbert de Bastarnay ließ 1519, während das Schloss errichtet wurde, auch die ehemalige Stiftskirche anfangen. Das Bauwerk, das 1541 endgültig fertiggestellt war, ist einschiffig und hat einen kreuzförmigen Grundriss. Der Architekturstil ist spätgotisch mit 5/8-Chor, Rippengewölben und Fenstermaßwerk im Flamboyant-Stil. Seinen Renaissance-Charakter erhält das Erscheinungsbild von den Zierformen. Die Eingangsfront ist diesbezüglich ein beachtenswertes Werk dieser Stilepoche in Frankreich.
Das Gotteshaus wurde als Grabkirche errichtet, denn an zentraler Stelle im Chor der Kirche sollte Bastarnays Grabmal stehen. In der Französischen Revolution zerstört, 1875 restauriert, fand es schließlich im hinteren Teil des Langhauses seinen jetzigen Platz. Das Grabmal besteht aus drei marmornen Liegefiguren, der Schlossherr, seine Gemahlin und sein Sohn, die auf einer Platte ruhen, an dessen Sockel unter Arkaden die Statuen der 12 Apostel angebracht sind. Das Werk wird dem Renaissance-Bildhauer Jean Goujon zugeschrieben, obwohl die Qualität der Arbeit durch die vielen notwendigen, mit Gips ausgeführten Ergänzungen stark gelitten hat.
Außer dem Grabmal sind von der Ausstattung aus dem 16. Jahrhundert noch das mit Medaillons und Miserikordien verzierte Chorgestühl erhalten, und zwei Fenster stammen aus derselben Zeit. Unter den Gemälden sticht eine „Verkündigung“ aus dem 17. Jahrhundert hervor, ein Werk des flämischen Malers Philippe de Champaigne.

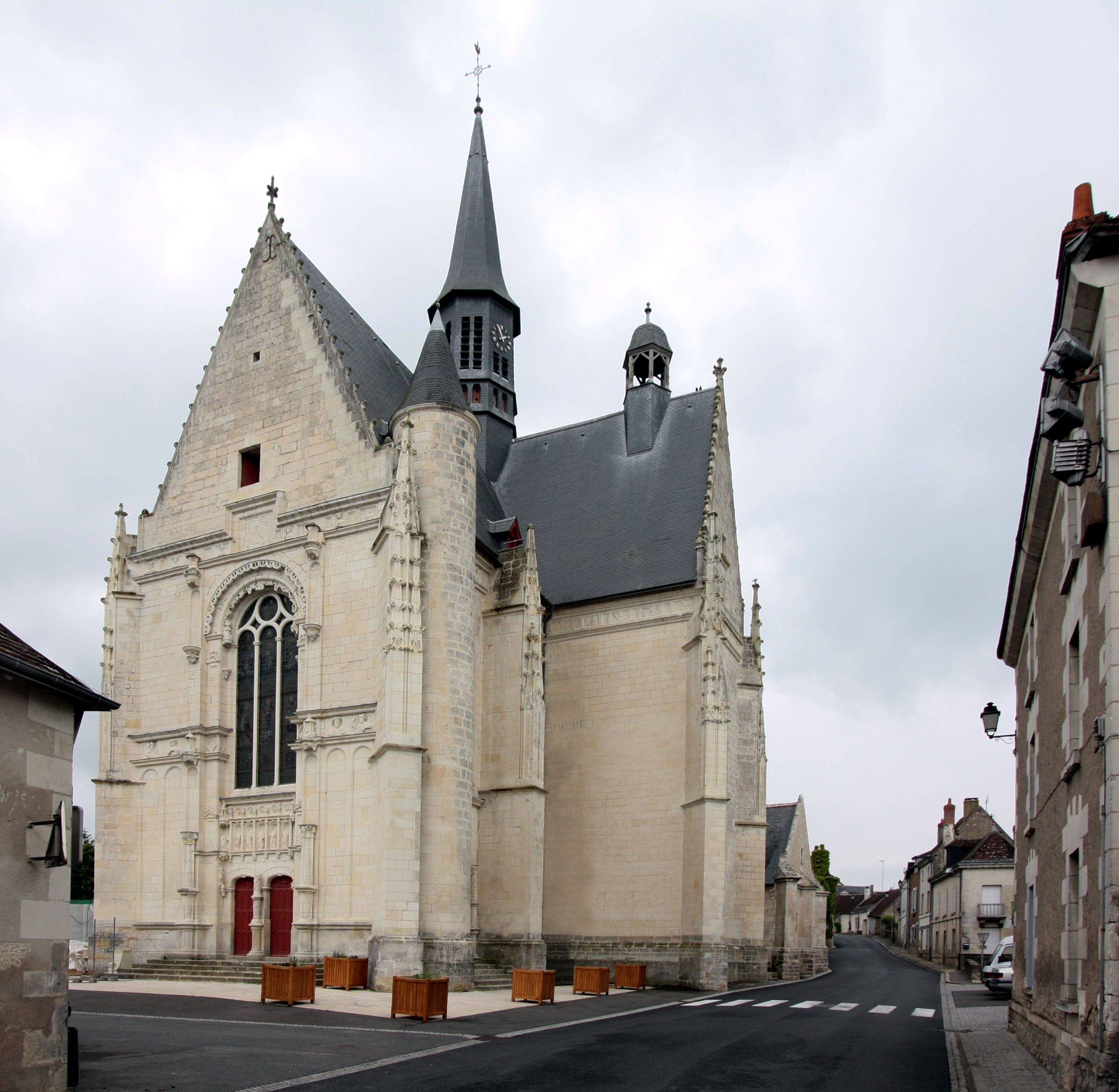
Pfarrkirche Saint-Jean-Baptiste
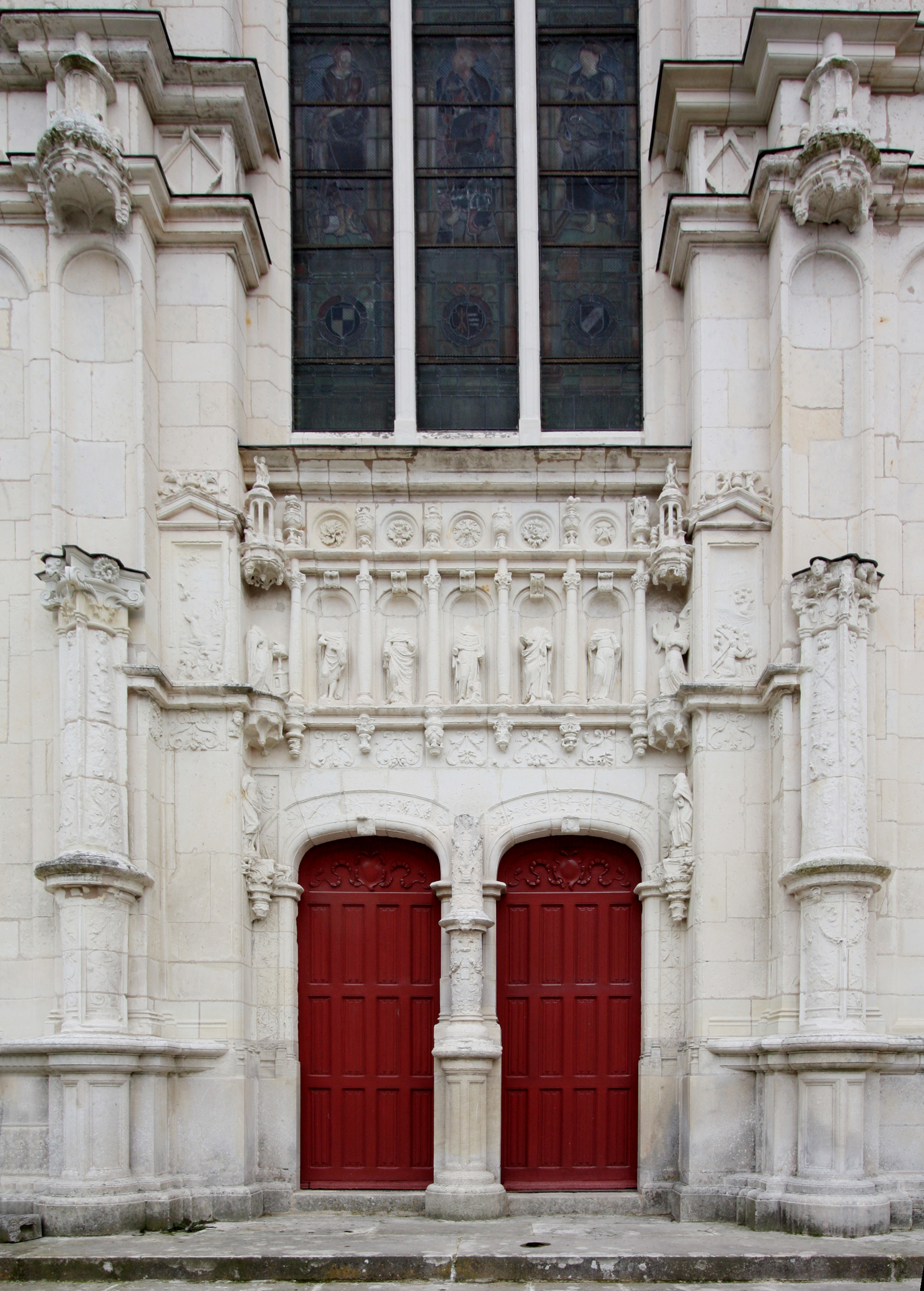
Zugang
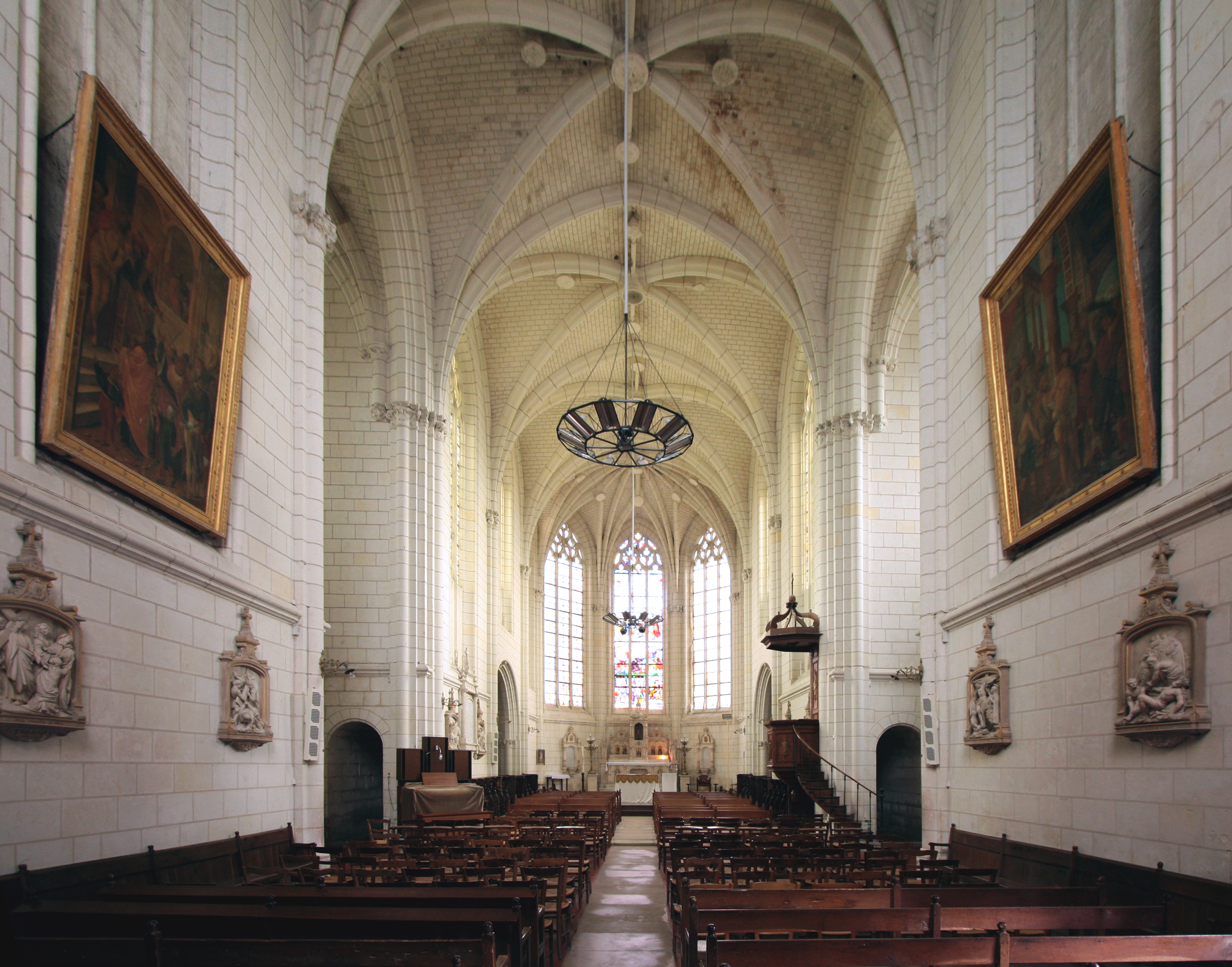
Innenraum
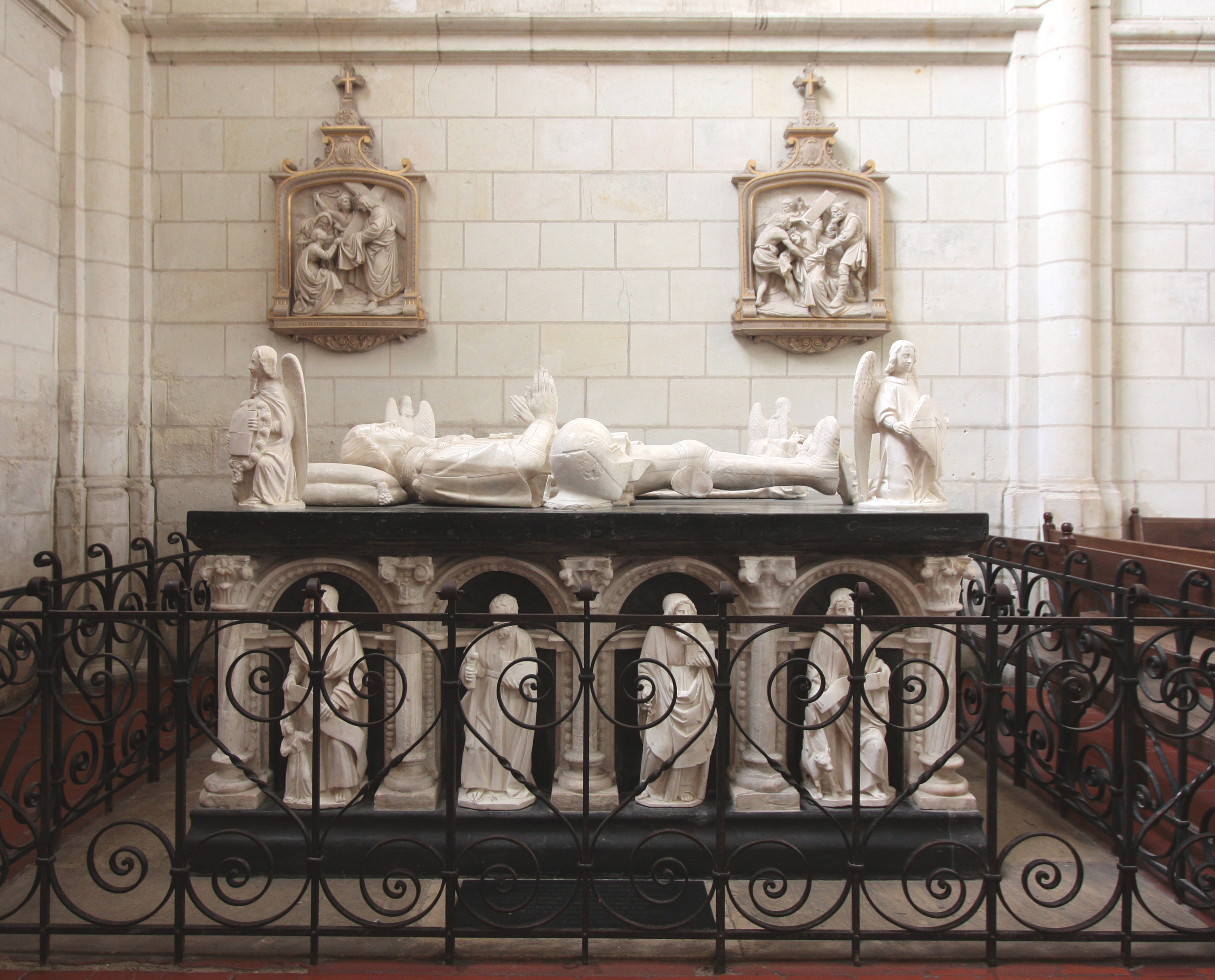
Grabmal von Imbert de Bastarnay

## Chartreuse Saint-Jean du Liget

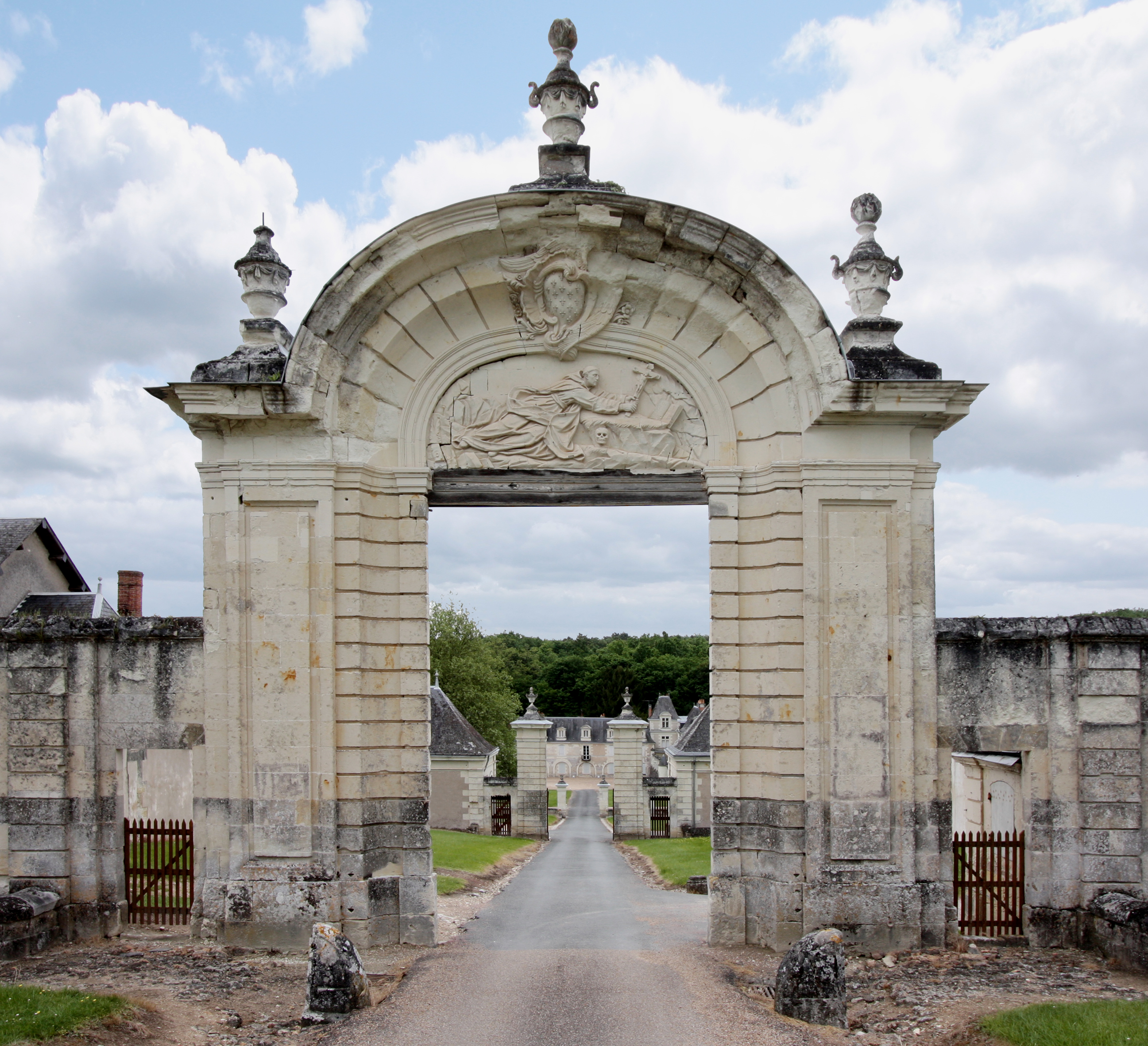
Historisches Tor zur heute privaten Domäne

Nicht weit von Montrésor entfernt, in Chemillé-sur-Indrois, liegen die Ruinen des ehemaligen Kartäuserklosters Chartreuse Saint-Jean du Liget (1170–1791). Gegründet hat es der englische König Heinrich II. Nach einer früher über dem Eingang der Kartause angebrachten Inschrift wollte der König so den von ihm angestifteten Mord an seinem Kanzler Thomas Becket, Erzbischof von Canterbury, sühnen.
An die Zeit der Gründung im 12. Jahrhundert erinnert heute auf dem weitläufigen Gelände nur noch die Ruine der Klosterkirche. Die erhaltenen Teile, das Tor, ein Flügel des großen Kreuzgangs sowie die Wirtschaftsgebäude stammen hauptsächlich aus dem 18. Jahrhundert.

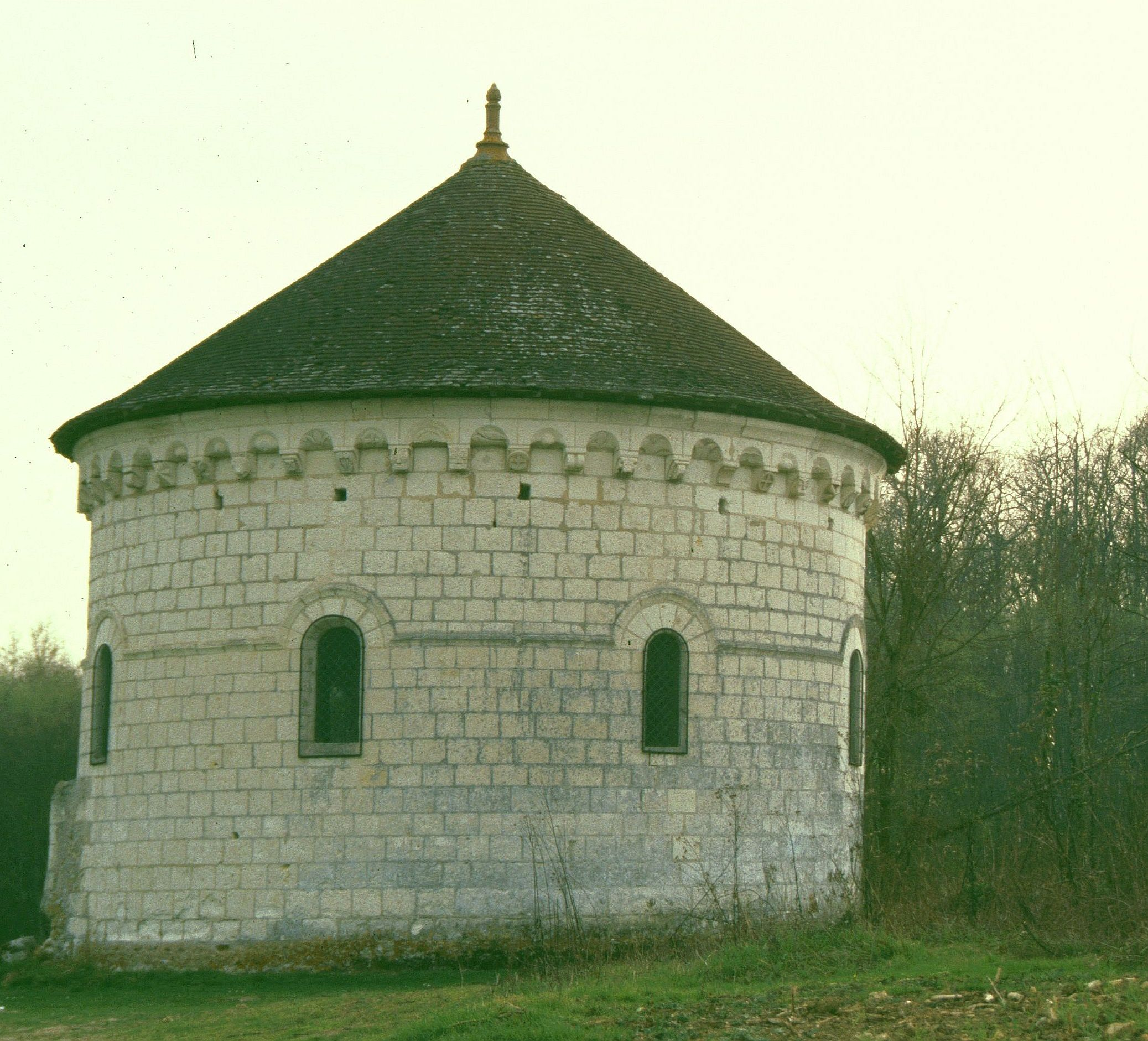
St. Jean du Liget

Ganz in der Nähe der Kartause gibt es noch die Kapelle Saint-Jean. Es ist eine kleine, ungewöhnliche Rotunde aus weißen Quadersteinen, mit Rundbogenfenstern, einem Gesims, das sich um die Fenster verkröpft, einem Rundbogenfries und einem niedrigen Kegeldach. Es ist vermutlich die erste Klosterkapelle des Ortes aus der zweiten Hälfte des 12. Jahrhunderts. Das Besondere an dem äußerlich schmucklosen Bau sind die im Inneren erhaltenen romanischen Fresken.

## Persönlichkeiten
- Imbert de Bastarnay (1438–1523), Herr von Montrésor
- Claude de Bourdeille (1606–1663), Herr von Montrésor
- Xavier Branicki (1816–1879)
- Moreau de Tours (1804–1884), Arzt und Psychiater
- Roger Moreau (1945–1977), Bürgermeister von Montrésor